# Baraszki (skała)

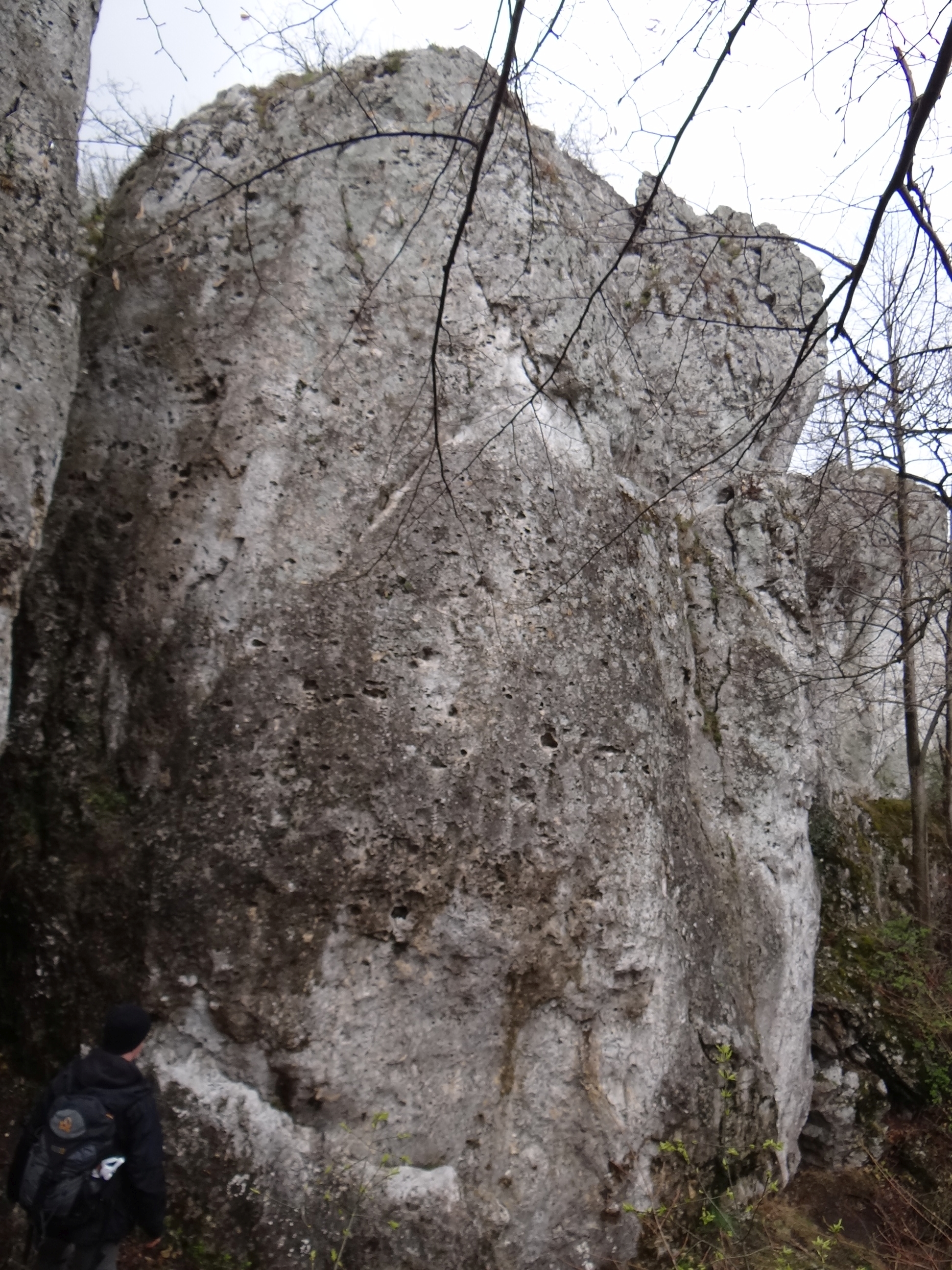

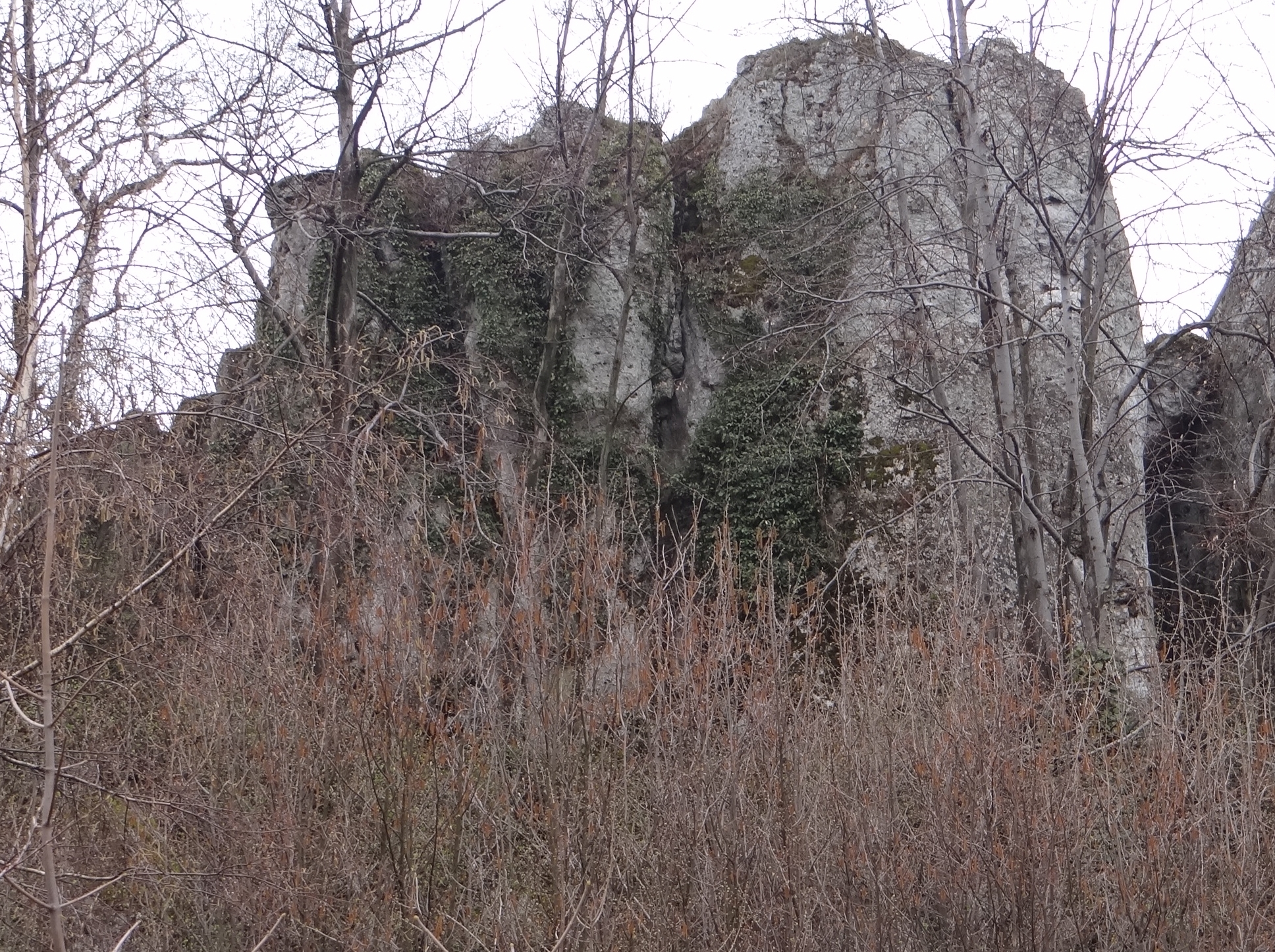

Baraszki – skały w grupie Chochołowych Skał w Doliny Szklarki na Wyżynie Olkuskiej, we wsi Szklary w województwie małopolskim, w powiecie krakowskim, w gminie Jerzmanowice-Przeginia.
Szczyty Chochołowych Skał widoczne są ponad lasem z drogi prowadzącej przez Szklary. Baraszki stanowią w nich skrajną, najbardziej na południe wysuniętą grupę skał. Po ich północnej stronie znajduje się łatwo rozpoznawalna skała Krzyżowa (ma krzyż). Zbudowane ze skalistych wapieni skały mają wysokość do 10 m. Znajdują się w lesie i uprawiana jest na nich wspinaczka skalna.

## Drogi wspinaczkowe
Wspinacze opisują je jako Baraszki I, Baraszki II, Baraszki III i Baraszki IV. Poprowadzili na nich 17 dróg wspinaczkowych o trudności od III do V.2+ w skali krakowskiej. Niemal wszystkie są obite ringami (r) lub spitami (s) i mają stanowiska zjazdowe (st) lub ringi zjazdowe (rz). Drogi wspinaczkowe o wystawie wschodniej i południowo-wschodniej.
Baraszki I
1. Kobieta bluszcz; IV+, 3r + rz, 10 m
2. Łatwiejszy filarek Piotra; V, 3 r + 1 s + st, 10 m
3. Rysa Asa; V, drz, 10 m[3].

Baraszki II
1. Komin z blokiem; III, 10 m
2. Blok diagram; V-, 2r + rz, 10 m
3. Aniścianka; V, 3r + st, 11 m
4. Prostowanie Aniścianki; VI+, 4r + st, 11 m
5. Introwertykał; VI+, 4r + st, 11 m
6. Baraszki; IV, 4r + st, 11 m[3].

Baraszki III
1. Rysa Nepomucena; V, 2r + 1s + st, 11 m
2. Panna z odzysku; VI.2+, 4r +1s +st, 11 m
3. Złoty róg; VI.1+, 4r + st, 10 m
4. Helix; VI+, 3r + 1 s + st, 10 m
5. Dębowy trawers; V, 3r + 1s + st, 11 m[3].

Baraszki IV
1. Hedera; VI-, 3s + rz, 10 m
2. Niestrawna rysa; VI, 10 m
3. Zjadliwy kominek; V, 1r, 10 m[3].